# Балаян Карен
Карен Балаян (нар. 8 липня 1975) — вірмено-український дзюдоїст. Він брав участь у змаганнях напівсередньої ваги серед чоловіків на літніх Олімпійських іграх 1996 року.

## Досягнення
| Рік  | Турнір           | Місце | Ваговий клас              |
| ---- | ---------------- | ----- | ------------------------- |
| 1996 | Чемпіонат Європи | 7-й   | Напівсередня вага (78 кг) |